# Mark Turnbull
Mark Turnbull, född den 11 oktober 1973 i Hobart, är en australisk seglare.
Han tog OS-guld i 470 i samband med de olympiska seglingstävlingarna 2000 i Sydney.